# Kauhajoki
Kauhajoki er en by i landskabet Etelä-Pohjanmaa (Södra Österbotten) i den midtvestlige del af Finland. Administrativt hører Kauhajoki kommune og landskabet Södra Österbotten under Vest og Indre Finlands regionsforvaltning. Kauhajoki har cirka 14.540 indbyggere og omfatter et areal på 1.315,46 km².
Kauhajoki er stort set ensproget finsktalende.
Under Vinterkrigen 1939-40 husede Kauhajoki Finlands rigsdag (Eduskunta).
Den 23. september 2008 meddelte medierne, at der var udbrudt et voldsomt skyderi fra en skole i Kauhajoki, Skolemassakren i Kauhajoki, forårsaget af en studerende på skolen. Senere på dagen meddeler myndighederne, at gerningsmanden dræbte 10 personer under sit omfattende skyderi, inden han dræbte sig selv . Gerningsmanden havde dagen før (22. september) været til forhør hos politiet på grund af videoer med skudscener, som han havde lagt ud på internettet; men han blev løsladt efter forhøret. Hændelsen minder umiddelbart meget om Massakren på Jokelaskolen, som skete den 7. november 2007.